# Aleksander Willner
Aleksander Willner (ur. 19 października 1895, zm. 30 maja 1956 w Zabrzu) – polski polityk, w 1930 prezydent Sosnowca i w okresie 1946–1950 prezydent Katowic.

## Życiorys
Urodził się 19 października 1895 roku.
14 stycznia 1930 roku został prezydentem Sosnowca. Zastąpił on na tym stanowisku Kazimierza Jarżę, który popełnił samobójstwo. Pełnił swoją funkcję do 29 września tego samego roku, po czym w mieście powołano zarząd komisaryczny – pierwszym komisarycznym prezydentem Sosnowca został Wincenty Kuźniak.
Po zakończeniu II wojny światowej, po siedmiu latach tułaczki wrócił do Polski z Palestyny pierwszym transportem Polaków powracających z Bliskiego Wschodu.
Został wybrany na prezydenta Katowic 12 grudnia 1946 roku. Zastąpił on na tym stanowisku skompromitowanego Zenona Tomaszewskiego vel Sobotę, który złożył rezygnację 31 maja 1946 roku. Negocjacje dotyczące wyboru nowego włodarza miasta okazały się długotrwałe, a w tym czasie obowiązki prezydenta pełnił w pełni popierany przez Polską Partię Robotniczą Stanisław Garwiński.
W trakcie swojej prezydentury 24 kwietnia 1949 roku dokonał uroczystego otwarcia budynku szkoły tzw. „jedenastolatki” – późniejszego X Liceum Ogólnokształcącego im. I.J. Paderewskiego w Katowicach, oddano do użytku przedłużoną linię tramwajową do Brynowa, a także rozpoczęto budowę Pałacu Młodzieży i pierwszego w Polsce Powszechnego Domu Towarowego. Jako prezydent Katowic publikował również teksty o charakterze propagandowym na łamach Trybuny Robotniczej. Funkcję prezydenta Katowic pełnił do 23 marca 1950 roku.
Pełnił on także funkcję dyrektora budowy zbiornika Goczałkowickiego.
Zmarł 30 maja 1956 roku w Zabrzu.